# 佉陽照
佉陽照是唐代六詔（大約在今中國雲南一帶）之一的蒙雟詔的王，《新唐書》稱他是前任王雟輔首之弟，在雟輔首死後繼位，在位年期不明，死後由兒子照原繼位。
| 前任： 雟輔首 | 六詔蒙雟詔王 | 繼任： 照原 |